# Los Tres Puis
Los Tres Puis és una muntanya de 2.824metres que es troba en el terme municipal d'Alt Àneu, a la comarca del Pallars Sobirà. Antigament per ell passava la partió entre el territori de la Mancomunitat dels Quatre Pobles i el de l'antic terme de Son.
Està situat al sud de l'Estany Gerber, al sud-oest del Pic de Xemeneies, i al nord-oest dels Pics de Bassiero, al sud-oest de l'Estany de Bassiero.